# 2574 Ladoga
2574 Ladoga је астероид главног астероидног појаса чија средња удаљеност од Сунца износи 2,850 астрономских јединица (АЈ).
Апсолутна магнитуда астероида је 11,3.